# Consejo de Comisarios del Pueblo

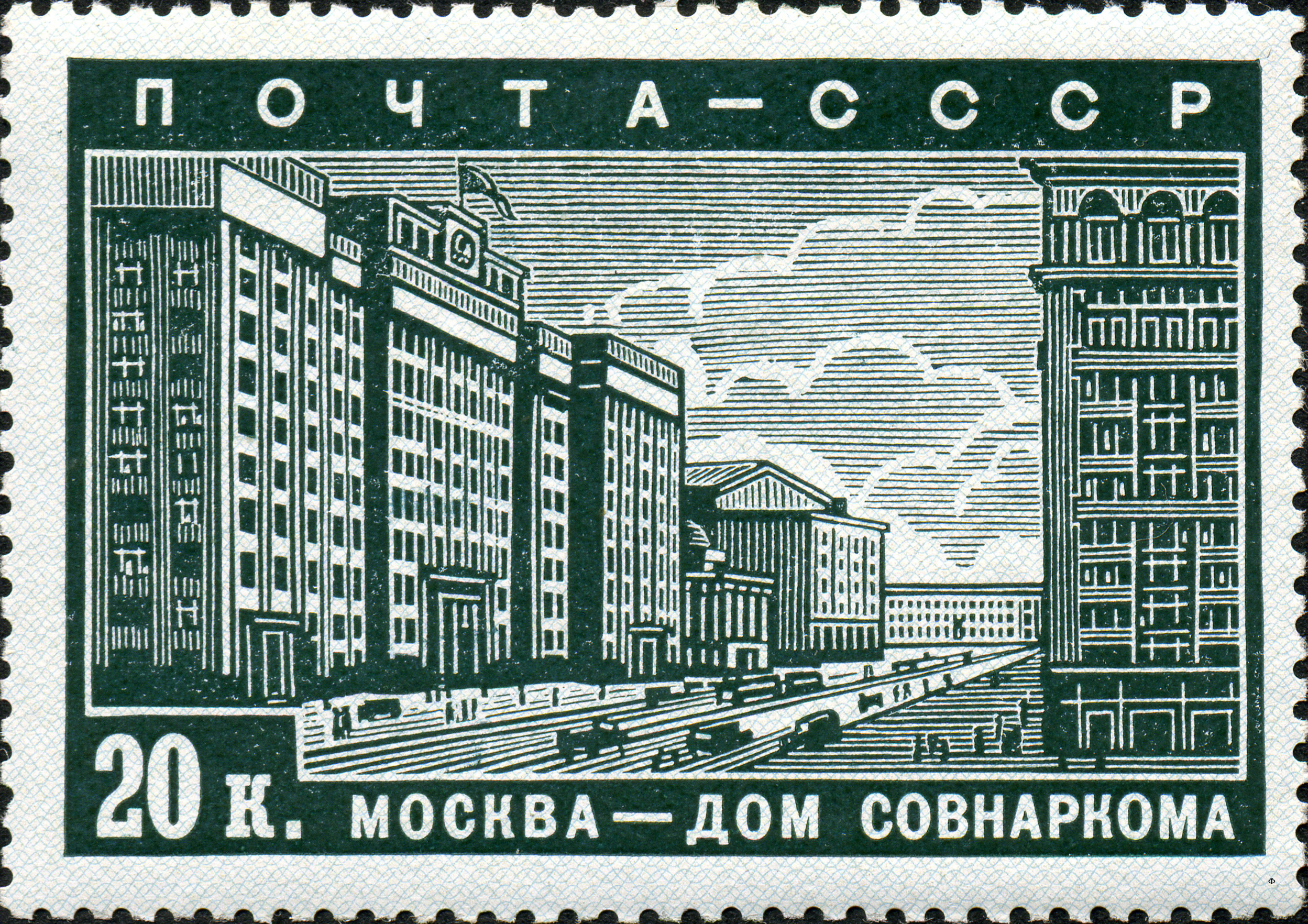
Sello CCCP.

El término Consejos de Comisarios del Pueblo (en ruso: Совет народных комиссаров, abreviado como Sovnarkom) hace referencia a los máximos órganos ejecutivos de la Unión Soviética y de sus repúblicas entre 1917 y 1946, que estaban constituidos por comisarios del pueblo. 

## Historia
El primer Consejo de Comisarios del Pueblo se fundó en la República Rusa, durante la Revolución de Octubre el 27 de octubre de 1917. Tras la creación de la Unión Soviética, el 6 de julio de 1923, se creó el Consejo de Comisarios del Pueblo de Toda la Unión, y de igual manera, se establecieron Consejos de Comisarios del Pueblo en todas las repúblicas constituyentes de la URSS. En 1946, los Consejos de Comisarios del Pueblo, tanto el federal como los de las repúblicas constituyentes se transformaron en Consejos de Ministros.

## Consejos de Comisarios del Pueblo por división administrativa
- Consejo de Comisarios del Pueblo de la Unión Soviética

### Repúblicas soviéticas
- Consejo de Comisarios del Pueblo de la República Socialista Federativa Soviética de Rusia
- Consejo de Comisarios del Pueblo de la República Socialista Soviética de Ucrania
- Consejo de Comisarios del Pueblo de la República Socialista Soviética de Bielorrusia
- Consejo de Comisarios del Pueblo de la República Socialista Soviética de Moldavia
- Consejo de Comisarios del Pueblo de la República Socialista Soviética de Lituania
- Consejo de Comisarios del Pueblo de la República Socialista Soviética de Letonia
- Consejo de Comisarios del Pueblo de la República Socialista Soviética de Estonia
- Consejo de Comisarios del Pueblo de la República Socialista Federativa Soviética de Transcaucasia (1922-1936)
- Consejo de Comisarios del Pueblo de la República Socialista Soviética de Armenia (1936-1946)
- Consejo de Comisarios del Pueblo de la República Socialista Soviética de Azerbaiyán (1936-1946)
- Consejo de Comisarios del Pueblo de la República Socialista Soviética de Georgia (1936-1946)
- Consejo de Comisarios del Pueblo de la República Socialista Soviética de Kazajistán
- Consejo de Comisarios del Pueblo de la República Socialista Soviética de Kirguistán
- Consejo de Comisarios del Pueblo de la República Socialista Soviética de Uzbekistán
- Consejo de Comisarios del Pueblo de la República Socialista Soviética de Tayikistán
- Consejo de Comisarios del Pueblo de la República Socialista Soviética de Turkmenistán